# 回龙观车辆段
40°04′17.57″N 116°22′22.84″E / 40.0715472°N 116.3730111°E
回龙观车辆段是北京地铁 █ 13号线的一个车辆段，位于北京昌平区紫金新干线家园小区南侧、兰各庄村北侧，霍营站的东北侧。回龙观车辆段占地39.54公顷，拥有52条股道，于2002年9月建段。这个车辆段主要用于13号线列车的修理维护和停放。由于这个车辆段位于13号线中部，所以13号线的首班车从回龙观站和霍营站开出，末班车终点站是这两座车站。另外，回龙观车辆段还拥有与国铁双沙铁路的联络线，位于回龙观站的西侧。